# 韋爾巴 (弗拉基米爾-沃倫斯基區)
50°56′6″N 24°21′9″E / 50.93500°N 24.35250°E
韋爾巴（烏克蘭語：Верба），是烏克蘭西北部的村莊，隸屬沃倫州的沃洛德米爾區。該村始建於1570年，面積1,640平方公里，海拔高度198米，2001年人口579。